# Euriphene osyris
Euriphene osyris är en fjärilsart som beskrevs av Schultze. Euriphene osyris ingår i släktet Euriphene och familjen praktfjärilar. Inga underarter finns listade i Catalogue of Life.